# Pierre du Diable (Lécluse)

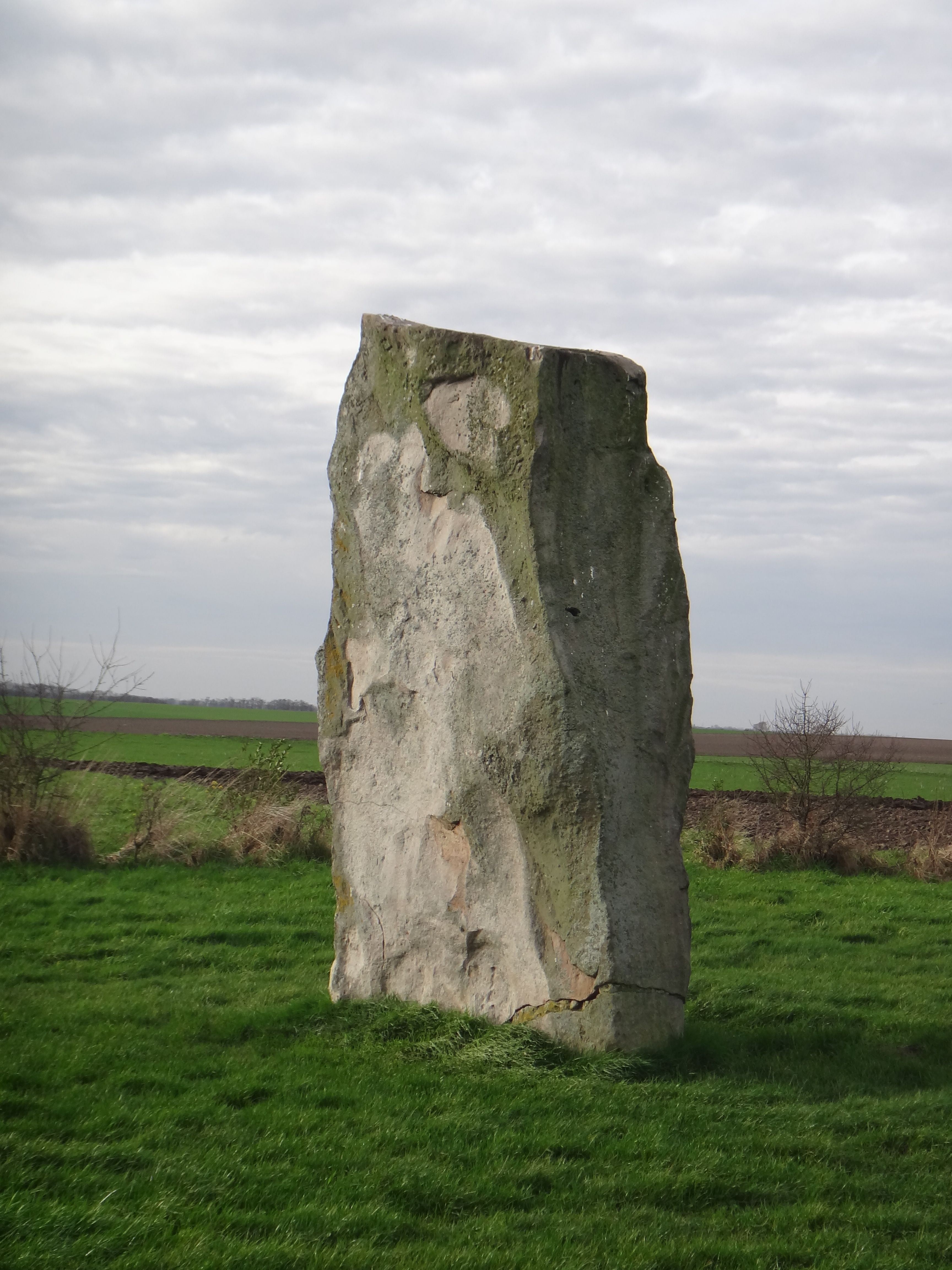
Pierre du Diable

Der Pierre du Diable (deutsch „Teufelsstein“) von Lécluse ist einer von mehreren Findlingen, Menhiren oder Steintischen dieses Namens (in Allinges, Artas, Beuvry, Gesvres, Jambes, Jullouville, Haillot und La Garnache); als Beiname von unter anderem La Pierre Levée von Soubise – auch im Plural als „Les Pierres“ – in Belgien, Frankreich und der Schweiz.
Der 3,05 Meter hohe Pierre du Diable (auch La Borne-des-Pierres genannt) steht im Gemeindegebiet von Lécluse im Département Nord nahe den Orten Dury, Étaing und Récourt, die sich jedoch im benachbarten Département Pas-de-Calais befinden, in das Lécluse hineinragt.
Um 1900 war er noch fünf Meter hoch, aber durch einen Erdauftrag oder eine Sprengung, die wahrscheinlich während des Ersten Weltkrieges erfolgte, ist er heute kleiner.
Auf dem quaderförmigen etwa einen Meter breiten und 0,6 m dicken Stein sollen die Figur eines Teufels und seine Krallen zu erkennen sein.
Einer mehrere Menhire am Pas-de-Calais und in der Bretagne betreffenden Legende nach wurde auch dieser Teufelsstein von Satan an seinen Platz geworfen.
In der Nähe stehen Les Sept Bonnettes.